# Katarzyna Radtke
Katarzyna Radtke z domu Schewe (ur. 31 sierpnia 1969 w Bydgoszczy) – polska lekkoatletka, chodziarka. 

## Kariera
Zawodniczka Lechii Gdańsk, wychowanka trenera Janusza Cyrklaffa. Trzykrotna olimpijka (Barcelona 1992, Atlanta 1996, Sydney 2000, 4-krotna uczestniczka mistrzostw świata. 17-krotna mistrzyni Polski: na 5 km, 10 km i 20 km (1900-2000) oraz 2-krotna mistrzyni w hali na 3 km (1993-1994), wielokrotna rekordzistka kraju (aktualnie na wszystkich dystansach od 3 do 10 km). 
Rekordy życiowe:
- chód na 3000 m (hala) - 12:17,17 (1994) rekord Polski
- chód 3 km (bieżnia) - 12:16,00 (1993)
- chód 3 km (szosa) - 12:31 (1993)
- chód na 5 km (bieżnia) - 20:51,96 (1993)
- chód 5 km (szosa) - 21:03 (1996)
- chód na 10 km (bieżnia) - 42:47,4 (1993)
- chód 10 km (szosa) - 42:17 (1996)
- chód na 20 km (szosa) - 1:31:26 (1999)

W IO w Atlancie zajęła 7. miejsce na dystansie 10 km (43:05.0). Szósta zawodniczka na dystansie 10 km na MŚ w Stuttgarcie (1993) z wynikiem 43:33, na 20 km zajęła 5. miejsce na MŚ w Sewilli (1999) - 1:31.34. Podczas startów w mistrzostwach Europy zajęła 6. miejsce w chodzie na 10 km w Budapeszcie (1998) - 43:09. Była także w czołówce zawodów Pucharu Europy w chodzie na 10 km: 4. miejsce w La Corunie (1996) - 43:45 i 5. w Dudincach (1998) - 43:18. 
W rankingu Track & Field News trzykrotnie uplasowała się w pierwszej dziesiątce swojej specjalności: 6. miejsce w 1996, 7. miejsce w 1998 i 8. miejsce w 1999. 5-krotnie zwyciężała w plebiscycie na najlepszego lekkoatletę Wybrzeża (1993, 1994, 1996, 1998, 1999).